# Bildtafel der Verkehrszeichen in Spanien
Die Bildtafel der Verkehrszeichen in Spanien zeigt die gegenwärtig gültigen Verkehrszeichen in Spanien. In Form und Gestaltung orientieren sich die Verkehrszeichen an den Richtlinien und Vorlagen des Wiener Übereinkommens über Straßenverkehrszeichen. Aus Gründen der Verständlichkeit bestehen die Verkehrszeichen überwiegend aus allgemein bekannten Piktogrammen, nur in wenigen Fällen werden spanische Begriffe verwendet. Der Verkehrszeichenkatalog gliedert sich in die vier nachfolgend aufgeführten Gruppen.

## Gefahrzeichen

P-1 Vorfahrt
P-1a Vorfahrt (Einmündung von rechts)
P-1b Vorfahrt (Einmündung von links)
P-1c Vorfahrt (Einfahrt rechts)
P-1d Vorfahrt (Einfahrt links)
P-2 Kreuzung oder Einmündung mit Vorfahrt von rechts
P-3 Ampel
P-4 Kreisverkehr
P-5 Bewegliche Brücke
P-6 Straßenbahn kreuzt
P-7 Beschrankter Bahnübergang
P-8 Unbeschrankter Bahnübergang
P-9a Dreistreifige Bake rechts (Annäherung an Bahnübergang oder bewegliche Brücke)
P-9b Zweistreifige Bake rechts (Annäherung an Bahnübergang oder bewegliche Brücke)
P-9c Einstreifige Bake rechts (Annäherung an Bahnübergang oder bewegliche Brücke)
P-10a Dreistreifige Bake links (Annäherung an Bahnübergang oder bewegliche Brücke)
P-10b Zweistreifige Bake links (Annäherung an Bahnübergang oder bewegliche Brücke)
P-10c Einstreifige Bake links (Annäherung an Bahnübergang oder bewegliche Brücke)
P-11 Andreaskreuz am Bahnübergang
P-11a Andreaskreuz an mehrgleisigem Bahnübergang
P-12 Flughafen
P-13a Gefährliche Rechtskurve
P-13b Gefährliche Linkskurve
P-14a Gefährliche Doppelkurve (rechts)
P-14b Gefährliche Doppelkurve (links)
P-15 Unebene Fahrbahn
P-15a Bremsschwelle
P-15b Mulde
P-16a Gefälle
P-16b Steigung
P-17 Verengte Fahrbahn
P-17a einseitig (rechts) verengte Fahrbahn
P-17b einseitig (links) verengte Fahrbahn
P-18 Arbeitsstelle
P-19 Schleudergefahr
P-20 Fußgänger
P-21 Kinder
P-22 Radfahrer
P-23 Viehtrieb
P-24 Wildwechsel
P-25 Gegenverkehr
P-26 Steinschlag
P-27 Ufer
P-28 Splitt
P-29 Seitenwind
P-30 Seitlicher Absatz
P-31 Stau
P-32 Unfall
P-33 Verringerte Sicht
P-34 Schnee- oder Eisglätte
P-50 Andere Gefahren

## Vorschriftzeichen

R-1 Vorfahrt gewähren
R-2 Obligatorisches Anhalten
R-3 Vorfahrtsstraße
R-4 Ende der Vorfahrtstraße
R-5 Gegenverkehr Vorrang gewähren
R-6 Vorrang vor dem Gegenverkehr
R-100 Durchfahrt verboten
R-101 Einfahrt verboten
R-102 Einfahrtverbot für Kraftfahrzeuge
R-103 Einfahrtverbot für Kraftwagen
R-104 Einfahrtverbot für Krafträder
R-105 Einfahrtverbot für Mofas
R-106 Einfahrtverbot für Lastkraftwagen
R-107 Einfahrtverbot für Lastkraftwagen mit einem zulässigen Gesamtgewicht über 3,5 t
R-108 Einfahrtverbot für Kraftfahrzeuge mit gefährlichen Gütern
R-109 Einfahrtverbot für Kraftfahrzeuge mit explosiven oder entflammbaren Gütern
R-110 Einfahrtverbot für Kraftfahrzeuge mit wassergefährdender Ladung
R-111 Einfahrtverbot für landwirtschaftliche Nutzfahrzeuge
R-112 Einfahrtverbot für Kraftfahrzeuge mit Anhänger über 2 t
R-113 Einfahrtverbot für Fuhrwerke
R-114 Einfahrtverbot für Fahrräder
R-115 Einfahrtverbot für Handkarren
R-116 Einfahrtverbot für Fußgänger
R-117 Einfahrtverbot für Reiter
R-200 Passieren ohne Anhalten verboten
R-200a Mautstelle
R-201 Durchfahrtsverbot für Fahrzeuge über angegebenes tatsächliches Gewicht
R-202 Achslastbeschränkung
R-203 Längebeschränkung
R-204 Breitebeschränkung
R-205 Höhebeschränkung
R-300 Mindestabstand
R-301 Zulässige Höchstgeschwindigkeit
R-301 Zulässige Höchstgeschwindigkeit auf Schnellstraßen und Autobahnen
R-302 Rechtsabbiegen verboten
R-303 Linksabbiegen verboten
R-304 Umkehren verboten
R-305 Überholen verboten
R-306 Überholen für Lastkraftwagen verboten
R-307 Halten und Parken verboten
R-308 Parken verboten
R-308c Parken verboten in der ersten Monatshälfte
R-308d Parken verboten in der zweiten Monatshälfte
R-308e Parken verboten an der Einfahrt
R-309 Parkverbotszone
R-310 Hupen verboten
R-400a Vorgeschriebene Fahrtrichtung – hier rechts
R-400b Vorgeschriebene Fahrtrichtung – hier links
R-400c Vorgeschriebene Fahrtrichtung – geradeaus
R-400d Vorgeschriebene Fahrtrichtung – rechts
R-400e Vorgeschriebene Fahrtrichtung – links
R-401 Vorgeschriebene Vorbeifahrt – links vorbei
R-402 Kreisverkehr
R-403a Vorgeschriebene Fahrtrichtung – geradeaus und links
R-404 Sonderweg für Kraftwagen
R-405 Sonderweg für Krafträder
R-406 Sonderweg für Lastkraftwagen
R-407a Sonderweg für Radfahrer
R-408 Sonderweg für Fuhrwerke
R-410 Sonderweg für Fußgänger
R-411 Vorgeschriebene Mindestgeschwindigkeit
R-412 Schneekettenpflicht
R-413 Abblendlicht
R-414 Sonderweg für Kraftfahrzeuge mit gefährlicher Ladung
R-415 Sonderweg für Kraftfahrzeuge mit wassergefährdender Ladung
R-417 Gurtpflicht
R-418 Sonderweg für Kraftfahrzeuge mit Telepeaje (elektr. Mautsystem)
R-500 Ende sämtlicher Streckenverbote
R-501 Ende der zulässigen Höchstgeschwindigkeit
R-502 Ende des Überholverbotes
R-503 Ende des Überholverbotes für Lastkraftwagen
R-504 Ende der Parkverbotszone
R-505 Ende des Sonderwegs
R-506 Ende der vorgeschriebenen Mindestgeschwindigkeit

## Hinweiszeichen (Auswahl)
Alle Zeichen mit grünem Hintergrund (Schnellstraßen) sind seit 2003 in der spanischen StVO entfallen.

S-1 Autobahn Autopista
S-1a Autobahn Autovía
S-1b Schnellstraße
S-2 Ende der Autobahn Autopista
S-2a Ende der Autobahn Autovía
S-2b Ende der Schnellstraße
S-3 Kraftfahrstraße
S-4 Ende der Kraftfahrstraße
S-5 Tunnel
S-6 Ende des Tunnels
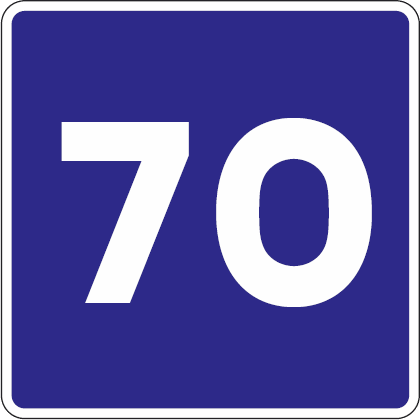
S-7 Richtgeschwindigkeit
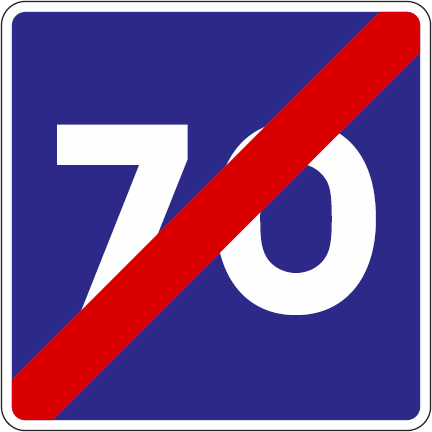
S-8 Ende der Richtgeschwindigkeit
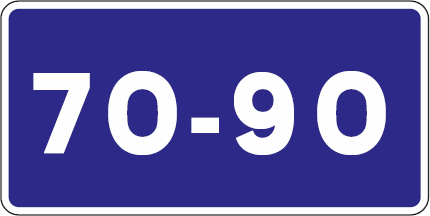
S-9 Richtgeschwindigkeits- bereich
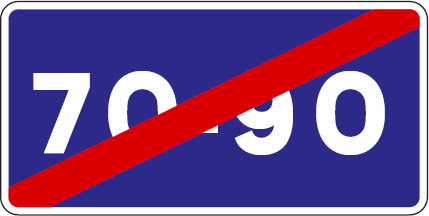
S-10 Ende des Richtgeschwindigkeits- bereiches
S-11 Einbahnstraße
S-11a Einbahnstraße
S-11b Einbahnstraße
S-12 Einbahnstraßenabschnitt
S-13 Fußgängerüberweg
S-14a Fußgängerüberführung
S-14b Fußgängerunterführung
S-15a Sackgasse
S-15b Sackgasse
S-15c Sackgasse
S-15d Sackgasse
S-16 Notbremsweg
S-17 Parkplatz
S-18 Parkplatz für Taxis reserviert
S-19 Bushaltestelle
S-20 Straßenbahnhaltestelle
S-23 Krankenhaus
S-24 Abblendlicht ausschalten
S-25 Richtungswechsel bei Überführung
S-26a (300 m) Entfernungsbake Ausfahrt
S-26b (200 m) Entfernungsbake Ausfahrt
S-26c (100 m) Entfernungsbake Ausfahrt
S-27 Notruf
S-28 Wohnstraße
S-29 Ende der Wohnstraße
S-30 Zone 30
S-31 Ende Zone 30
S-32 Telepeaje (elektr. Mautsystem)
S-33 Radweg
S-34 Notfallbucht
S-34a Notfallbucht
S-50a Fahrstreifen für Fahrzeuge mit dargestellter Mindestgeschwindigkeit vorgesehen
S-50b Fahrstreifen für Fahrzeuge mit dargestellter Mindestgeschwindigkeit vorgesehen
S-50c Fahrstreifen für Fahrzeuge mit dargestellter Mindestgeschwindigkeit vorgesehen
S-50d Fahrstreifen für Fahrzeuge mit dargestellter Mindestgeschwindigkeit vorgesehen
S-50e Fahrstreifen für Fahrzeuge mit dargestellter Mindestgeschwindigkeit vorgesehen
S-51 Fahrstreifen für Busse
S-52 Ende eines Fahrstreifens
S-52a Ende eines Fahrstreifens
S-52b Ende eines Fahrstreifens
S-53 Aufweitung von einem auf zwei Fahrstreifen
S-53b Aufweitung von zwei auf drei Fahrstreifen
S-60a Abzweig nach links bei einer Fahrbahn mit zwei Fahrstreifen
S-60b Abzweig nach rechts bei einer Fahrbahn mit zwei Fahrstreifen
S-61a Abzweig nach links bei einer Fahrbahn mit drei Fahrstreifen
S-61b Abzweig nach rechts bei einer Fahrbahn mit drei Fahrstreifen
S-62a Abzweig nach links bei einer Fahrbahn mit vier Fahrstreifen
S-62b Abzweig nach rechts bei einer Fahrbahn mit vier Fahrstreifen
S-63 Gabelung bei einer Fahrbahn mit vier Fahrstreifen
S-64a Radfahrstreifen oder Radweg auf der Fahrbahn
S-64b Radfahrstreifen oder Radweg auf der Fahrbahn
S-100 Rettungsstation
S-101 Unfallstation
S-102 Inspección Técnica de Vehículos (TÜV)
S-103 Werkstatt
S-104 Telefon
S-105 Tankstelle
S-106 Werkstatt mit Tankstelle
S-107 Campingplatz
S-108 Wasser
S-109 Aussichtspunkt
S-110 Hotel oder Motel
S-111 Restaurant
S-112 Kiosk
S-113 Wohnwagenstellplatz
S-114 Erholungsstätte
S-115 Ausgangspunkt für Wanderungen
S-116 Campingplatz mit Wohnwagenstellplatz
S-117 Jugendherberge
S-118 Touristeninformation
S-119 Angelplatz
S-120 Nationalpark
S-121 Monument
S-122 Andere Hinweise
S-123 Rastplatz
S-124 Parkplatz für Bahnreisende
S-125 Parkplatz für U-Bahnreisende
S-126 Parkplatz für Busreisende
S-127 Raststätte
S-200 Wegweiser vor Kreisverkehr
S-220 Wegweiser
S-221 Wegweiser zur Autobahn Autopista oder Autovia
S-221a Wegweiser zur Autobahn Autopista oder Autovia und einem anderen Ziel
S-221 Wegweiser zur Autobahn
S-242a Wegweiser auf Autobahnen zu einer Ausfahrt
S-230 Wegweiser auf Straßen
S-230a Wegweiser auf Straßen
S-232 Wegweiser zur Autobahnen
S-232a Wegweiser zur Autobahnen und Straßen
S-235 Wegweiser zur Autobahnen
S-235a Wegweiser auf Autobahnen
S-242 Wegweiser auf Autobahnen
S-242a Wegweiser auf Autobahnen
S-250 Wegweiser für die Verkehrsführung
S-260 Vorwegweiser
S-263 Wegweiser zu einer Raststätte
S-263 Wegweiser an einer Autobahn zu einer Raststätte an einer Ausfahrt
S-263a Wegweiser an einer Autobahn zu einer Raststätte mit eigener Ausfahrt
S-500 Beginn der Ortschaft
S-510 Ende der Ortschaft

## Arbeitsstellenbeschilderung

TP-1 Vorfahrt
TP-1a Vorfahrt (Einmündung rechts)
TP-1b Vorfahrt (Einmündung links)
TP-1c Vorfahrt (Einfahrt rechts)
TP-1d Vorfahrt (Einfahrt links)
TP-2 Kreuzung oder Einmündung mit Vorfahrt von rechts
TP-3 Ampel
TP-4 Kreisverkehr
TP-13a Gefährliche Rechtskurve
TP-13b Gefährliche Linkskurve
TP-14a Gefährliche Doppelkurve (rechts)
TP-14b Gefährliche Doppelkurve (links)
TP-15 Unebene Fahrbahn
TP-15a Bremsschwelle
TP-15b Mulde
TP-17 Verengte Fahrbahn
TP-17a einseitig (rechts) verengte Fahrbahn
TP-17b einseitig (links) verengte Fahrbahn
TP-18 Arbeitsstelle
TP-19 Schleudergefahr
TP-25 Gegenverkehr
TP-26 Steinschlag
TP-28 Splitt
TP-30 Seitlicher Absatz
TP-31 Stau
TP-50 Andere Gefahren
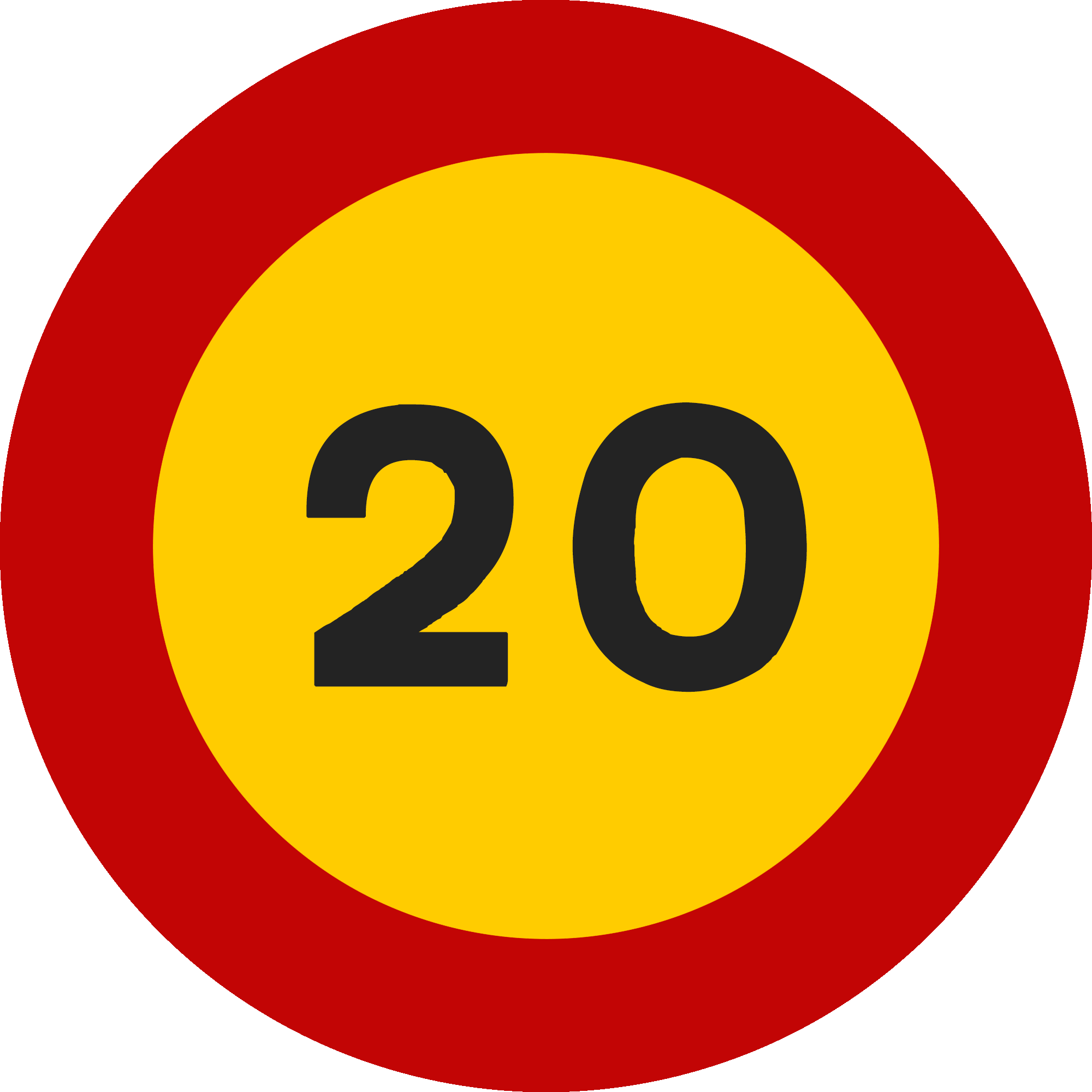
TR-301-20 Zul. Höchstgeschwindigkeit 20 km/h
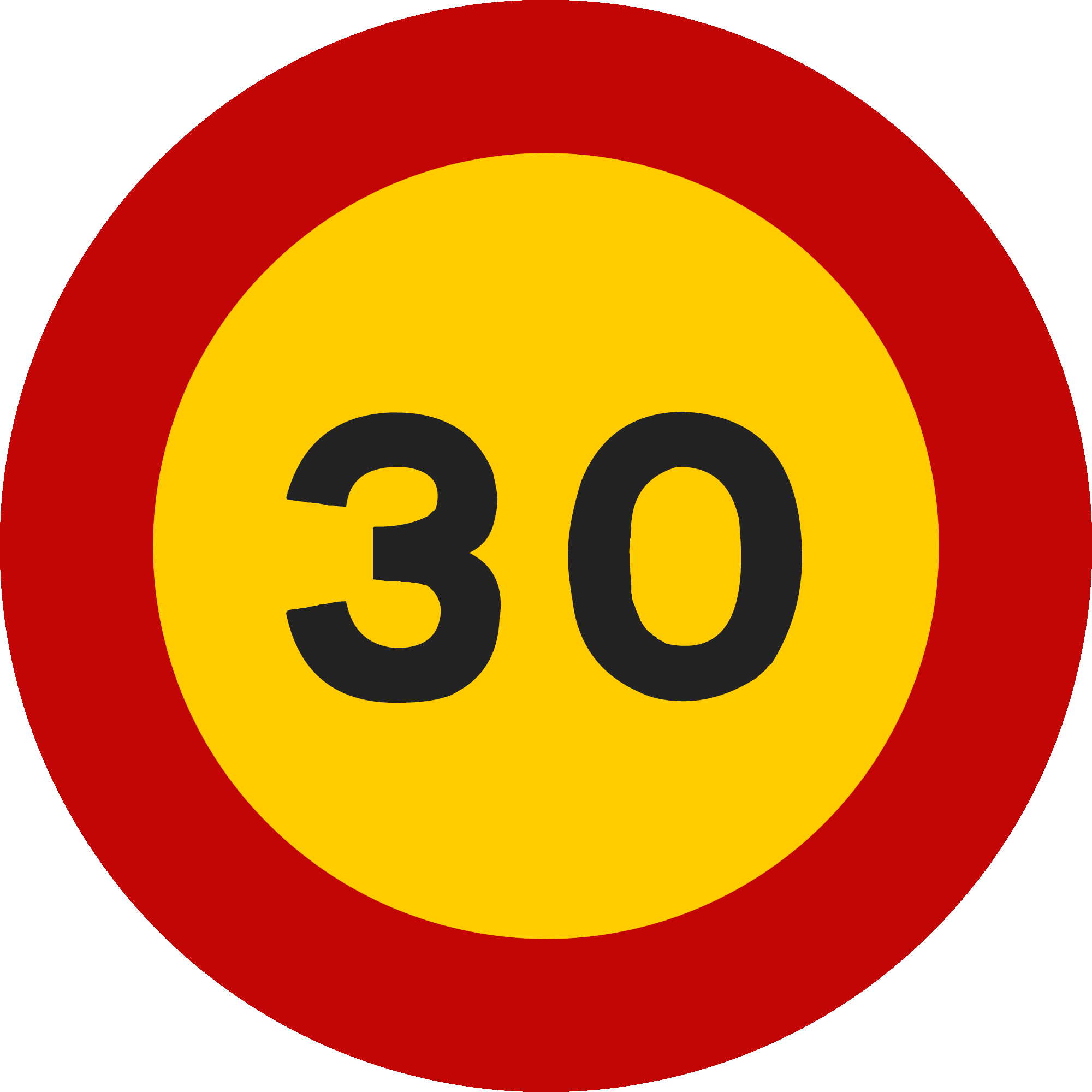
TR-301-30 Zul. Höchstgeschwindigkeit 30 km/h
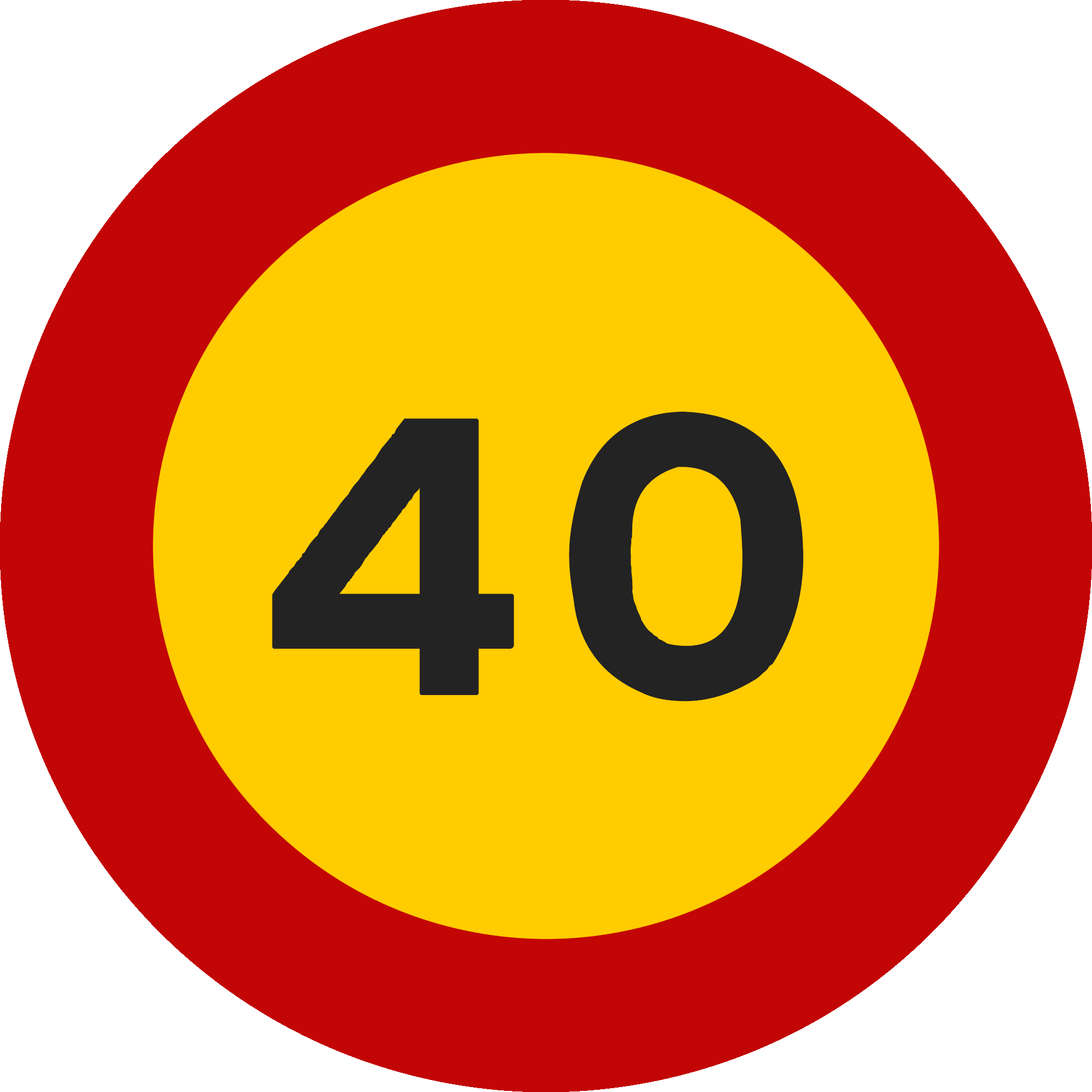
TR-301-40 Zul. Höchstgeschwindigkeit 40 km/h
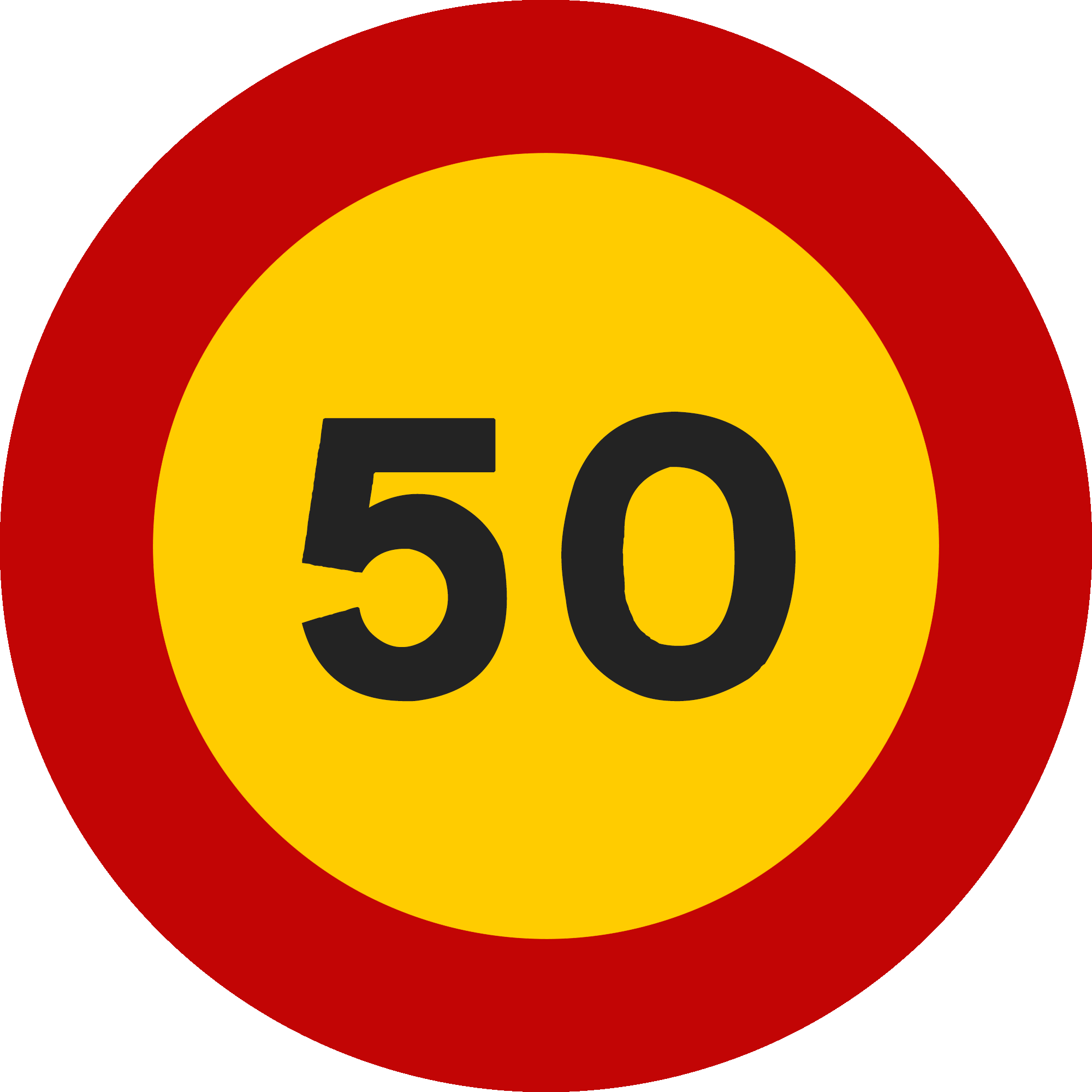
TR-301-50 Zul. Höchstgeschwindigkeit 50 km/h
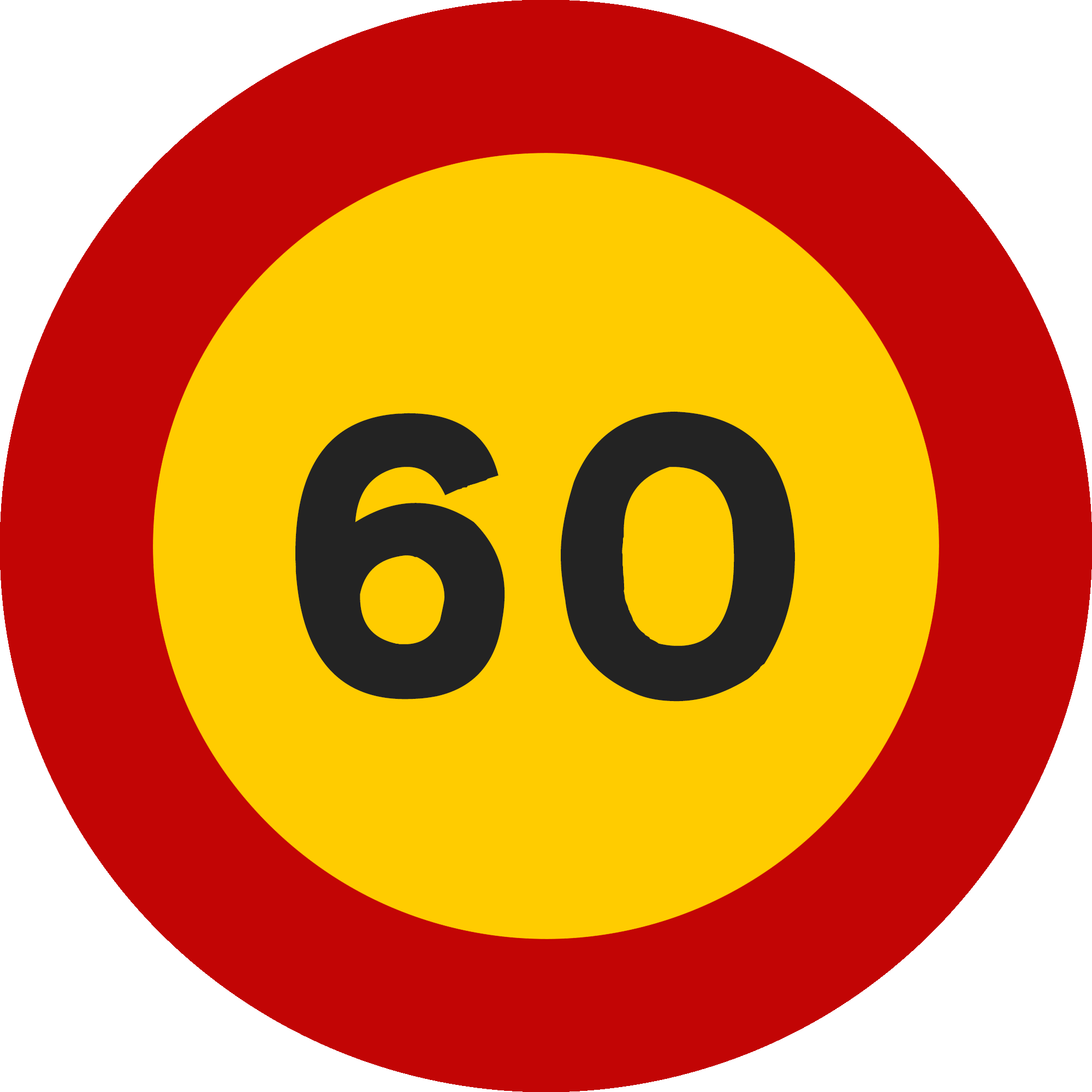
TR-301-60 Zul. Höchstgeschwindigkeit 60 km/h
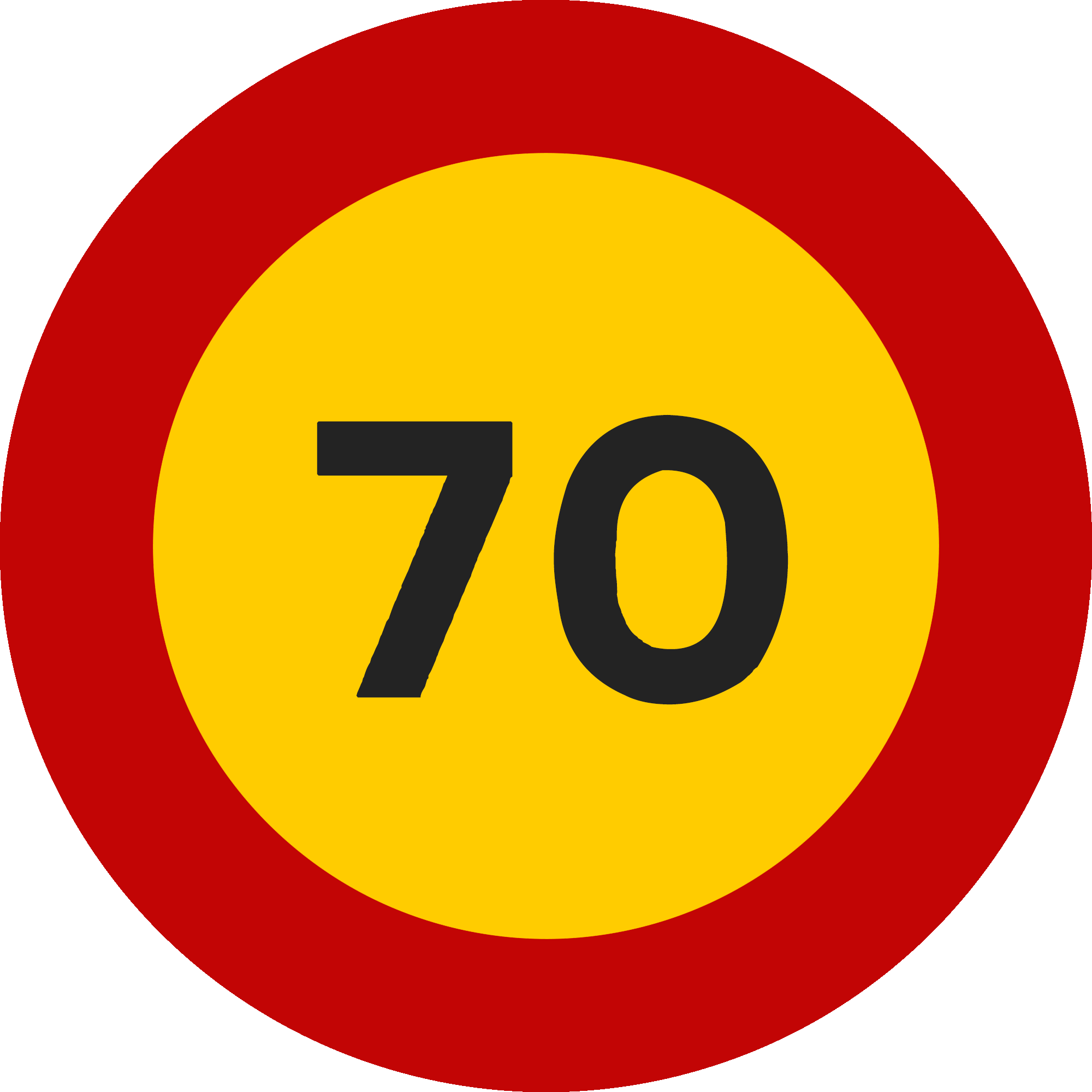
TR-301-70 Zul. Höchstgeschwindigkeit 70 km/h
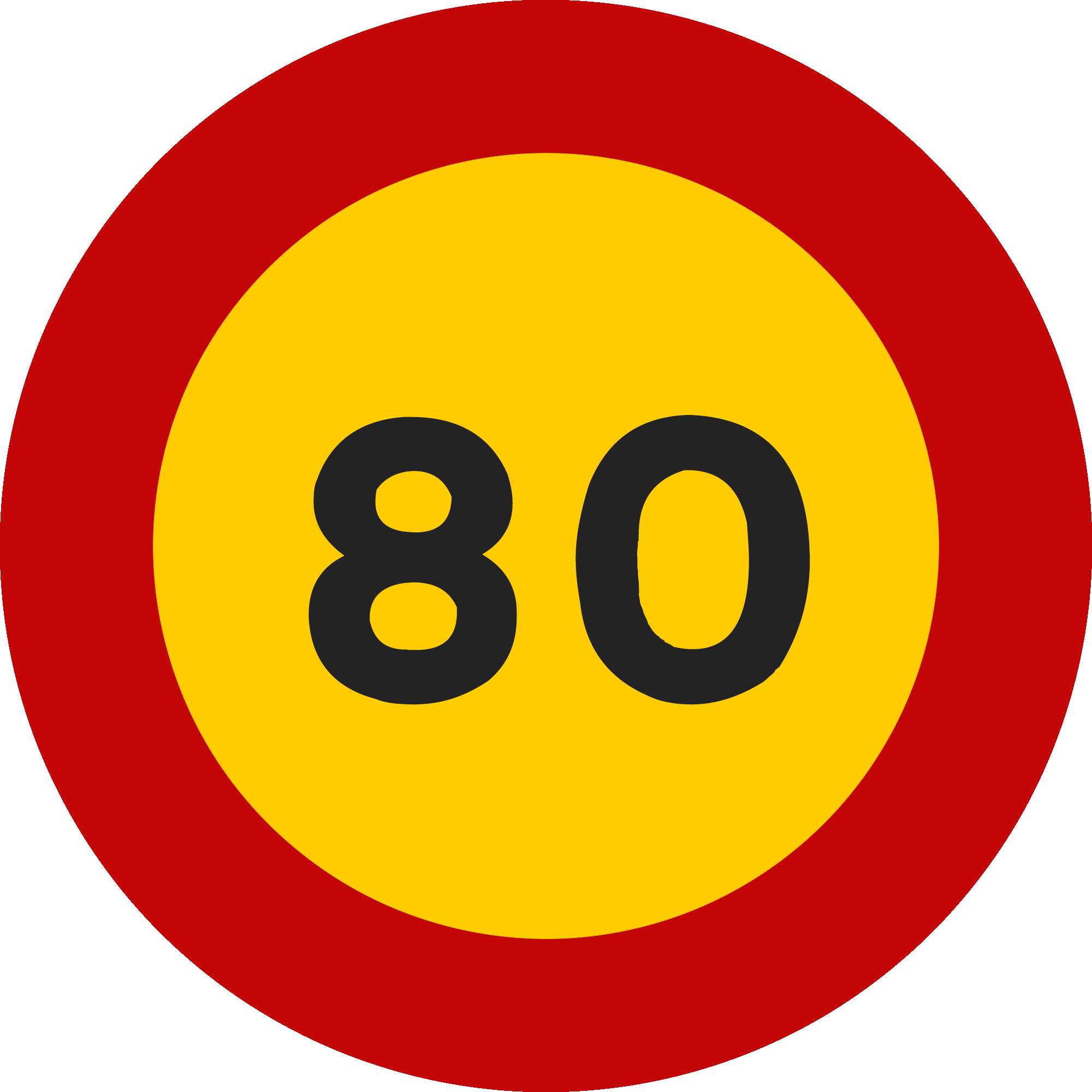
TR-301-80 Zul. Höchstgeschwindigkeit 80 km/h
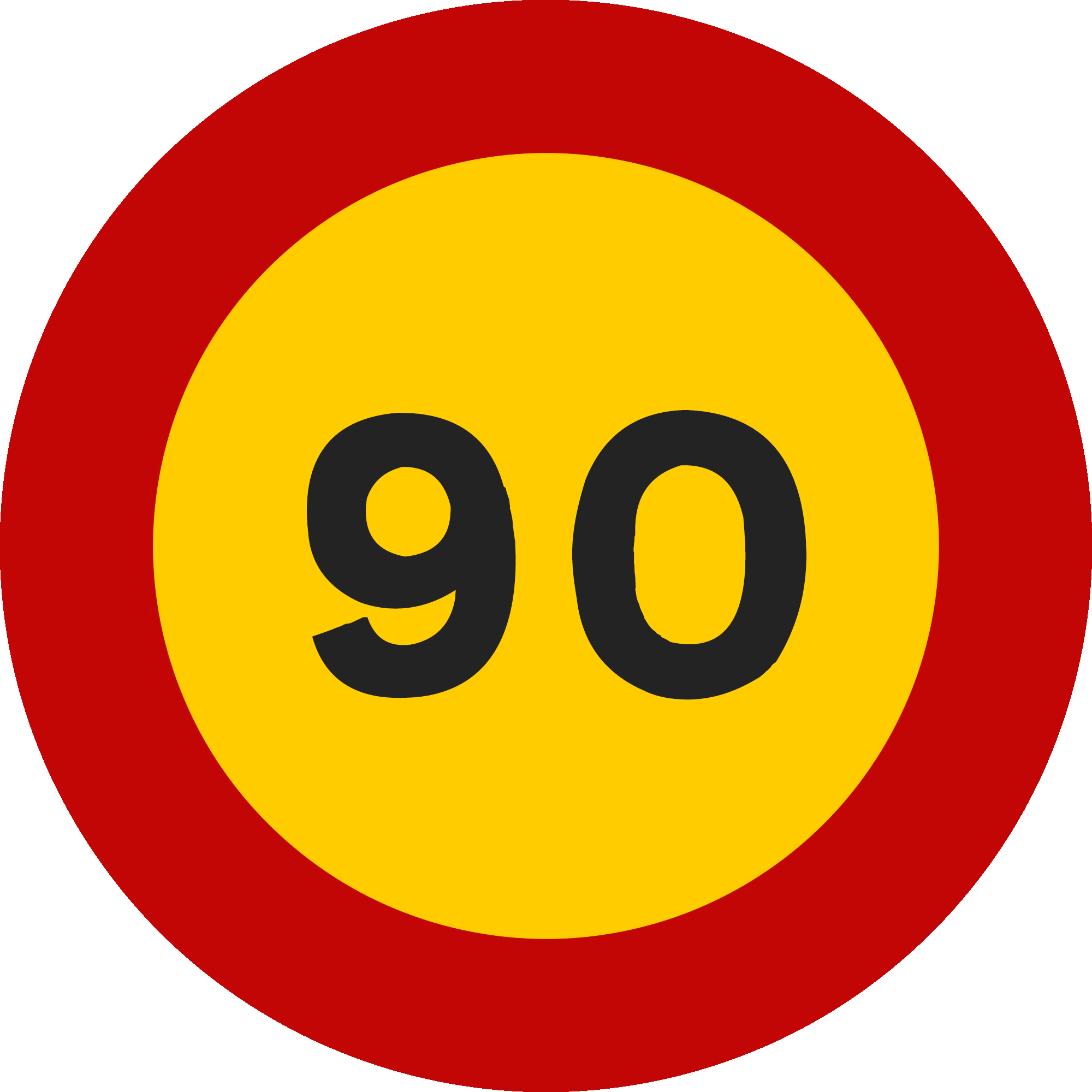
TR-301-90 Zul. Höchstgeschwindigkeit 90 km/h
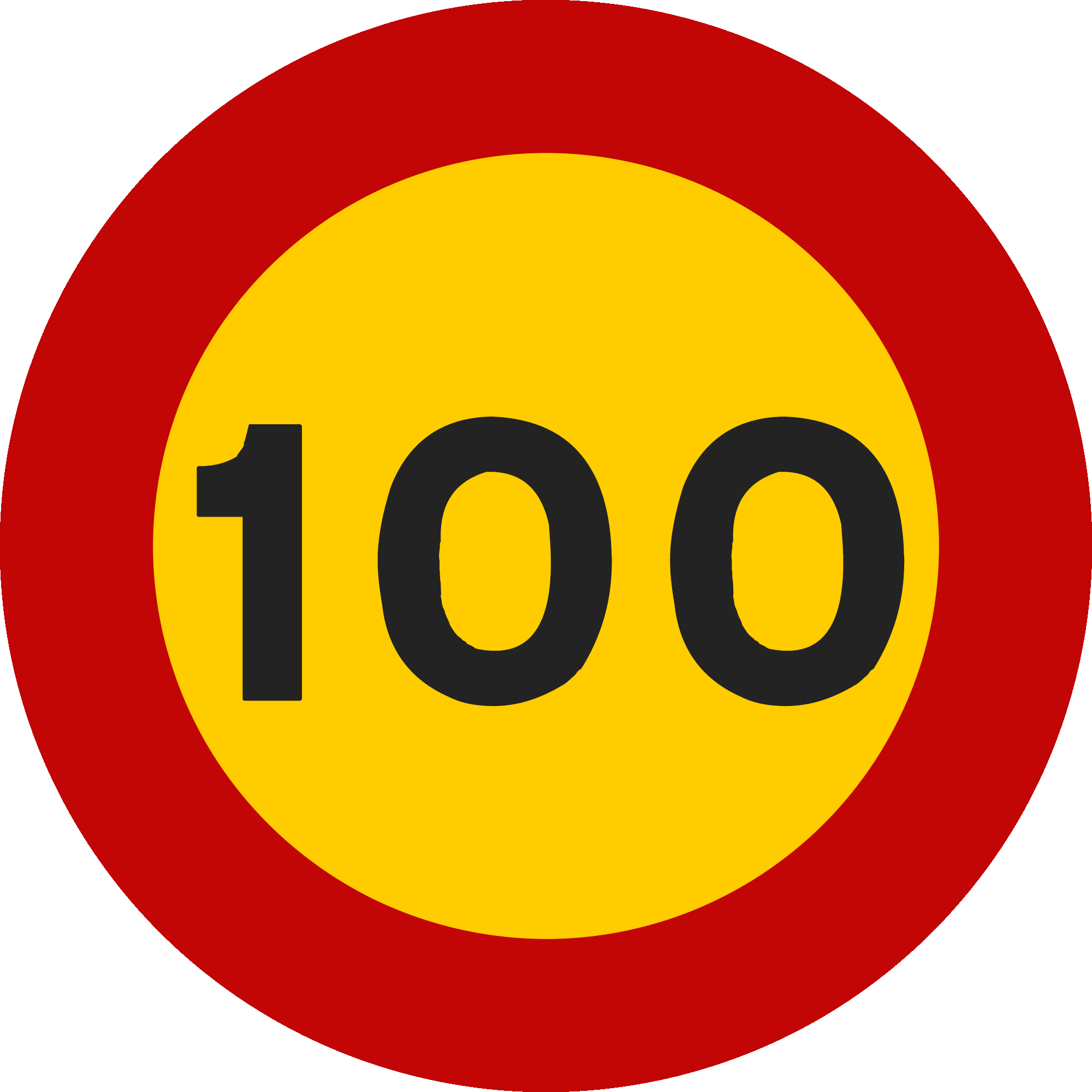
TR-301-100 Zul. Höchstgeschwindigkeit 100 km/h
TR-500 Ende sämtlicher Streckenverbote